# Gypona funda
Gypona funda är en insektsart som beskrevs av Delong 1980. Gypona funda ingår i släktet Gypona och familjen dvärgstritar. Inga underarter finns listade i Catalogue of Life.